# Sapucaia (ort i Brasilien, Rio de Janeiro, Sapucaia)
Sapucaia är en ort i Brasilien.   Den ligger i kommunen Sapucaia och delstaten Rio de Janeiro, i den sydöstra delen av landet, 900 km sydost om huvudstaden Brasília. Sapucaia ligger 224 meter över havet och antalet invånare är 12 329.
Terrängen runt Sapucaia är huvudsakligen kuperad. Sapucaia ligger nere i en dal. Sapucaia är det största samhället i trakten.
Omgivningarna runt Sapucaia är huvudsakligen savann. Runt Sapucaia är det ganska glesbefolkat, med 38 invånare per kvadratkilometer.